# Bondoukou

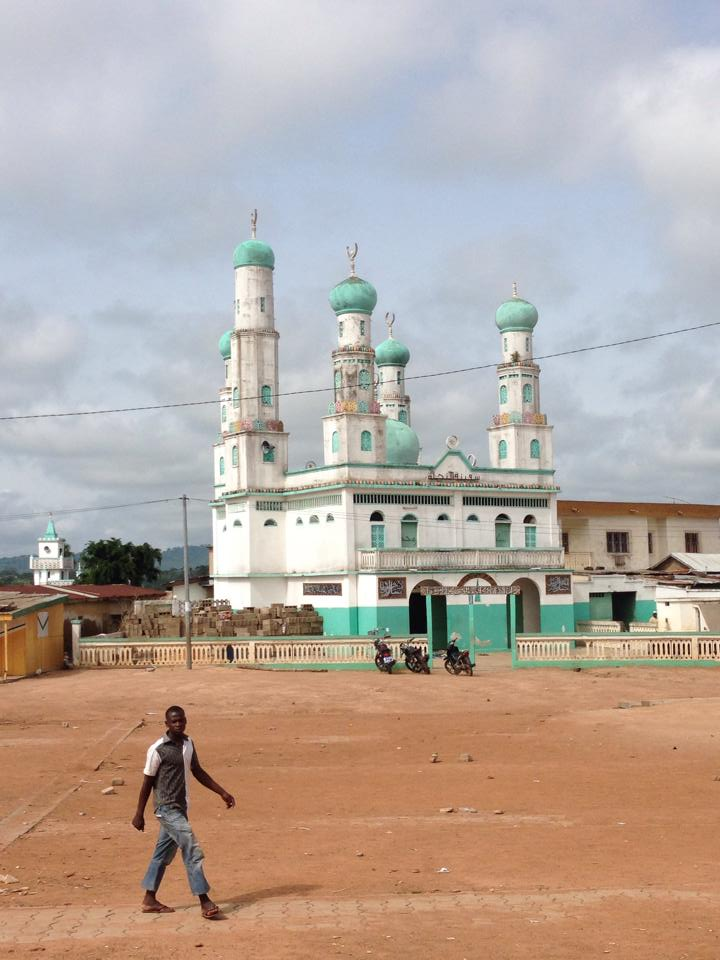
Moskee

Bondoukou is een stad in Ivoorkust en is de hoofdplaats van het district Zanzan. Bondoukou telt 64.258 inwoners (2010).
Aan het begin van het Franse koloniale tijdperk was Bondoukou al een relatief grote stad, met 7.000 à 8.000 inwoners rond 1890.
De autoweg A1 loopt door de stad. Bondoukou heeft een regionale luchthaven.
Sinds 1987 is Bondoukou de zetel van een rooms-katholiek bisdom.

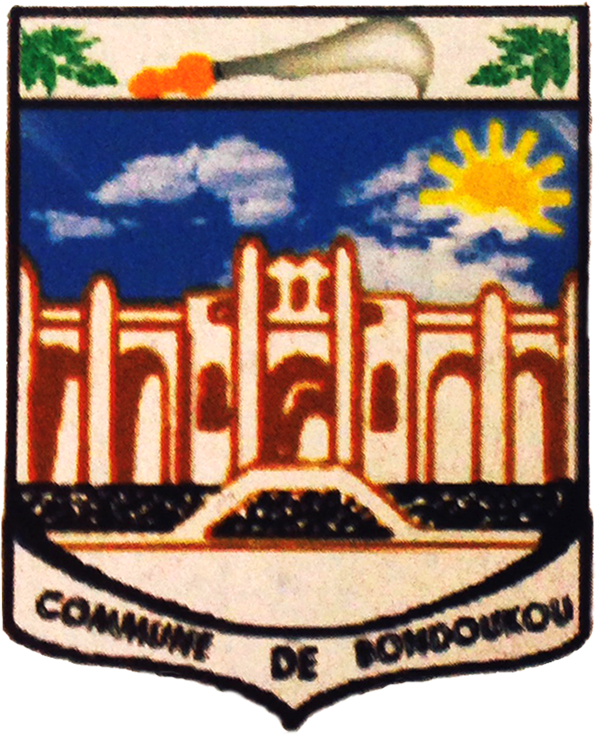
Stadslogo

## Geboren
- Adama Traoré (3 februari 1990), voetballer